# Canhabaque
Canhabaque est une île de la Guinée-Bissau située dans l'archipel des Bijagos.

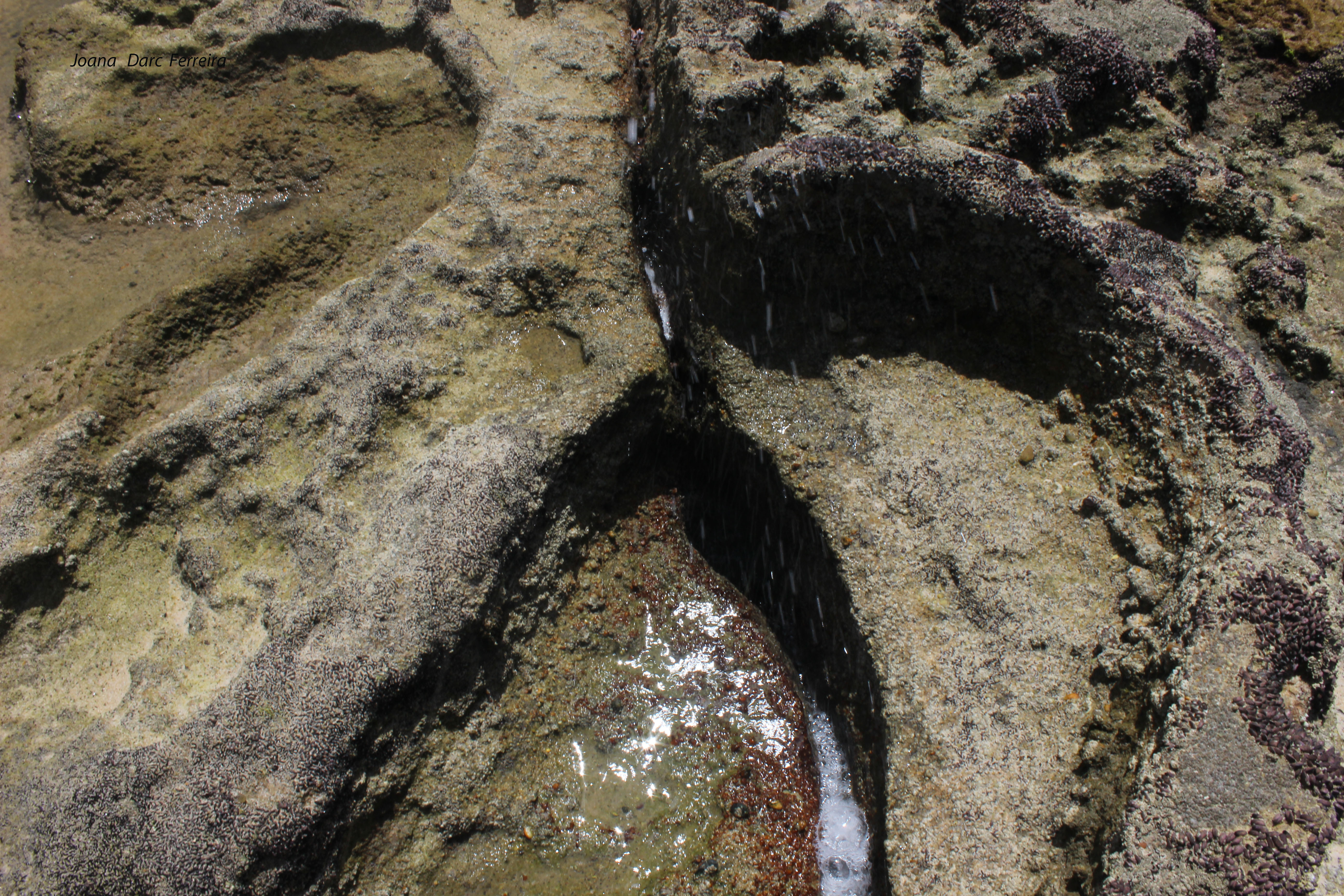

La superficie de l’île est de 111 km2. L’île est peuplée par 3 500 habitants.
Le fonctionnement de l’île est matriarcal: la maison est la propriété de la femme, la mère choisit le prénom de ses enfants, qui sont liés à son clan. Une reine gouverne l’île, à l’aide d’un conseil de femmes élu à vie. Le roi est le simple porte-parole de la reine, et n’est pas marié à celle-ci. 
Le Conseil des Femmes appelle toutes les femmes entre 17 et 35 ans à vivre un isolement social de 3 ans. Durant cette période, les femmes ne peuvent pas se couper ni se laver les cheveux, doivent s’abstenir sexuellement et vivre de façon humble. L’objectif de cet isolement est de gagner en sagesse, et d’obtenir à son issue un statut de Grande Femme.